# Hongyan XinDaKang
Hongyan XinDaKang — крупнотоннажный грузовой автомобиль, выпускаемый китайской компанией SAIC Motor.

## Описание
Автомобиль Hongyan XinDaKang впервые был представлен в 2003 году. Значительная часть моделей поставляется в китайскую армию для обеспечения тыла.
Также автомобиль является гражданской продукцией. За всю историю производства модель оснащалась дизельными двигателями внутреннего сгорания производства Weichai.
Стилистически модель напоминает автомобиль Hongyan Jingang.